# 조 리나
조 리나(1994년 ~)는 대한민국의 가수다. 2020년 싱글 《Lines and Colors》로 데뷔했다.

## 방송
- 슈퍼스타K 2016 (2016) - Top64

## 음반
- Lines and Colors (2020)